# Charles Aznavour e le sue canzoni
 (mars 2025).
Si vous disposez d'ouvrages ou d'articles de référence ou si vous connaissez des sites web de qualité traitant du thème abordé ici, merci de compléter l'article en donnant les références utiles à sa vérifiabilité et en les liant à la section « Notes et références ».
Charles Aznavour e le sue canzoni (Charles Aznavour et ses chansons) est la 1re compilation italienne de Charles Aznavour, elle est sortie en 1970.
Vu le manque de nouveau matériel à présenter, Charles Aznavour a choisi de compiler pour cet album quelques nouveautés parues en single, mais principalement des titres déjà publiés en italien et en français. Plusieurs récents singles en italien, qui ne sont pas inclus ici, seront d'ailleurs réenregistrés pour son prochain album, ... e fu subito Aznavour.

## Liste des chansons
Les douze pistes de cet album sont :
| 1. | Dopo L'Amore (2e version) (Après l'amour)      | C. Aznavour, Calabrese, Gaspari    | 2:43 |
| 2. | L'Amour C'Est Comme Un Jour                    | C. Aznavour, Y. Stephane           | 3:42 |
| 3. | Com'È Triste Venezia (Que c'est triste Venise) | C. Aznavour, Mogol                 | 2:32 |
| 4. | Il Te Suffisait Que Je T'Aime                  | C. Aznavour, J. Plante             | 3:00 |
| 5. | L'Istrione (Le cabotin)                        | C. Aznavour, Garvarentz, Calabrese | 4:30 |
| 6. | Et Pourtant                                    | C. Aznavour, G. Garvarentz         | 2:47 |

| 7.  | La Mamma (en italien)  | C. Aznavour, Mogol, R. Gall     | 3:43 |
| 8.  | Isabelle               | C. Aznavour                     | 3:10 |
| 9.  | Oramai (Désormais)     | C. Aznavour, Daiano, Garvarentz | 3:14 |
| 10. | L'Amour Et La Guerre   | B. Dimey, C. Aznavour           | 2:32 |
| 11. | La Boheme (en italien) | C. Aznavour, J. Plante, Mogol   | 4:00 |
| 12. | Avec                   | C. Aznavour, F. Pourcel         | 2:35 |